# マウリシオ・フビス
マウリシオ・フビス（Mauricio Jubis、1945年12月2日 - ）は、エルサルバドルの陸上競技の選手である。彼は、1968年メキシコシティーオリンピックで、男子砲丸投げと男子円盤投げに出場した。

## レファレンス
1. ↑  “Mauricio Jubis Olympic Results”.  Sports Reference LLC. 2020年4月17日時点のオリジナルよりアーカイブ。2018年1月7日閲覧。